# Christian Faludi
Christian Faludi (* 1978) ist ein deutscher Historiker, Publizist und Kurator aus Weimar.

## Leben
Christian Faludi studierte Geschichte, Soziologie und Politikwissenschaft an der Friedrich-Schiller-Universität Jena.
Nach dem Studium arbeitete Faludi zunächst als freischaffender Historiker und Publizist sowie Kurator für Ausstellungen und Medienprojekte. Sein Tätigkeitsschwerpunkt liegt auf der Erinnerungskultur, der modernen Regionalgeschichte, der Weimarer Republik und der Geschichte des Nationalsozialismus. Als Wissenschaftler war Faludi von 2009 bis 2019 Mitarbeiter an der Universität Jena. Bis heute ist er an der Forschungsstelle „Weimarer Republik“ ebenda assoziiert. 2018 gründete Faludi ein eigenes wissenschaftliches Dienstleistungsunternehmen, mit dem er vor allem Ausstellungs- und Publikationsprojekte umsetzt. So kuratierte er etwa 2020 das Landesjubiläum „100 Jahre Freistaat Thüringen“ im Auftrag der Thüringer Staatskanzlei. Faludi wurde 2020 wurde er mit der Arbeit Demokratisierung und Krisenbewältigung. Handlungsrahmen der kommunalen Gesellschaft Weimars im zweiten Nachkriegsjahr der Republik bei Michael Dreyer im Fach Politikwissenschaft promoviert.
Seit 2021 leitet Faludi die Projekte der Gesellschaft zur Erforschung der Demokratie-Geschichte (GEDG). In dieser Funktion gibt er die Wissensreihe „Demokratie-Geschichte“, die Schriftenreihe „Beiträge zur Geschichte der Demokratie und Erinnerungskultur“ und das Bulletin der GEDG heraus. Faludi ist Mitglied in verschiedenen Organisationen, darunter des „Weimarer Republik e.V.“ und des „Freunde und Förderer des Stadtmuseums Weimar im Bertuchhaus e.V.“.

## Schriften (Auswahl)

### Monographien
- Gegenrevolution 1920. Der Kapp-Lüttwitz-Putsch in Mitteldeutschland, Libellus: Weimar 2021
- 1920 in Weimar. Das Ringen um Normalität (= Weimar. Die Stadt und die Republik 2), Weimarer Verlagsgesellschaft: Weimar/Wiesbaden 2021
- Demokratisierung und Krisenbewältigung Handlungsrahmen der kommunalen Gesellschaft Weimars im zweiten Nachkriegsjahr der Republik, Dissertation Jena 2021
- 1919 in Weimar. Die Stadt und die Republik (= Schriftenreihe der Bundeszentrale für politische Bildung, Band 10563), BpB: Bonn 2020
- Architekten der Demokratie. Die Gründungsväter des Freistaats Thüringen 1920, Weimarer Republik e.V.: Weimar 2020
- 1919 in Weimar. Die Stadt und die Republik, Weimarer Verlagsgesellschaft: Weimar/Wiesbaden 2019
- (mit Manuel Schwarz): Umbruch 1919. Thüringen zwischen Revolution und Landesgründung, Landeszentrale für politische Bildung Thüringen: Erfurt 2019 (Neuaufl. 2020, 2021, 2022)
- Die „Juni-Aktion“ 1938. Eine Dokumentation zur Radikalisierung der Judenverfolgung, Campus Verlag: Frankfurt am Main/New York 2013.

### Herausgeberschaften
- Arnold Paulssen. Förderer der Thüringer Landesgründung und erster Ministerpräsident des Freistaats 1920, GEDG: Weimar 2022
- Die Verfassung des Landes Thüringen 1920/21, Weimarer Republik e.V.: Weimar 2020
- mit Marc Bartuschka: „Engere Heimat“ – Die Gründung des Landes Thüringen 1920, Weimarer Verlagsgesellschaft: Weimar/Wiesbaden 2020
- mit Joachim Hendel: Die Geschichte der Romanistik an der Universität Jena (= Quellen und Beiträge zur Geschichte der Universität Jena 14), Steiner: Stuttgart 2019
- mit Tom Bräuer: Die Universität Jena in der Weimarer Republik 1918–1933 (= Quellen und Beiträge zur Geschichte der Universität Jena 10), Steiner: Stuttgart 2013
- mit Jürgen John: „Stellt alles Trennende zurück!“ Eine Quellenedition zum Wartburgtreffen der deutschen Studentenschaft 1948 (= Quellen und Beiträge zur Geschichte der Universität Jena 8), Steiner: Stuttgart 2010

### Aufsätze
- Sehnsucht nach Sozialismus. Der Reichsjugendtag in Weimar 1920, in: Andreas Braune, Sebastian Elsbach, Ronny Noak (Hg.): Bildung und Demokratie in der Weimarer Republik (= Weimarer Schriften zur Republik 19), Stuttgart 2022, S. 221–247
- Konflikt ohne Ende. Die Rezeption des Kapp-Lüttwitz-Putsches in vier politischen Systemen 1920 bis 1990, in: Michael Dreyer, Andreas Braune, Sebastian Elsbach (Hg.): Vom drohenden Bürgerkrieg zum demokratischen Gewaltmonopol, 1918–1924 (= Weimarer Schriften zur Republik 16), Stuttgart 2021, S. 243–280
- Eloisa Köhler, Friedrich Stier und die Stiftung Herbarium Haussknecht, in: Zeitschrift für Thüringische Geschichte 73 (2019), S. 213–222
- Der „neue“ gegen den „alten Geist“. Reformwille und Widerstände an der Universität Jena 1921–24, in: Michael Dreyer, Andreas Braune (Hg.): Republikanischer Alltag. Die Weimarer Demokratie und die Suche nach Normalität (= Weimarer Schriften zur Republik 2), Steiner: Stuttgart 2017, S. 285–307
- Ethnopluralismus für Fortgeschrittene – Die „Nationalen Sozialisten für Israel“, in: Tribüne – Zeitschrift zum Verständnis des Judentums 190 (2009), S. 89–97
- „Der deutsche Sänger kennt nur einen Stand, nur einen Geist, ein Volk und eine Treue. Das ist sein stilles Werk am Vaterland.“ – Die Familie Bernhard Prager aus Apolda, in: Monika Gibas (Hg.): „Ich kam als wohlhabender Mensch nach Erfurt und ging als ausgeplünderter Jude davon.“ – Schicksale 1933–1945, Erfurt 2008, S. 51–65 (Englische Ausgabe unter dem Titel: „I arrived as a wealthy person in Erfurt and departed as plundered Jew.“ Fates of Jewish Families in Thuringia 1933–1945, Landeszentrale für politische Bildung Thüringen: Erfurt 2009)
- mit Boris Spernol: Wahrnehmung, die Realität schafft. Ein Gespräch über die Sozialpsychologie von Tätern, in: Saul Friedländer: Den Holocaust beschreiben. Auf dem Weg zu einer integrierten Geschichte, Wallstein: Göttingen 2007, S. 121–160.
- „Alles, was da gekommen ist, haben wir einfach so mitgemacht“, in: Silke Satjukow (Hg.): Kinder von Flucht und Vertreibung, Landeszentrale für politische Bildung Thüringen: Erfurt 2007, S. 15–39
- „Die Angst war da, nicht zurechtzukommen“, in: Silke Satjukow (Hg.): Nach drüben. Deutsch-deutsche Alltagsgeschichten 1989–2005, Landeszentrale für politische Bildung Thüringen: Erfurt 2005, S. 165–174

## Kuratierte Arbeiten/Ausstellungen
- mit Marc Bartuschka: Landesväter. Die Ministerpräsidenten der Weimarer Republik, Wanderausstellung seit 2022
- Gegenrevolution 1920. Der Kapp-Lüttwitz-Putsch in Mitteldeutschland, Wanderausstellung seit 2021[2][3]
- Gegenrevolution 1920. Der Kapp-Lüttwitz-Putsch in Thüringen 1920, Sonderausstellung Stadtmuseum Weimar 2020
- mit Stephan Zänker: Architekten der Demokratie. Die Gründungsväter des Freistaats Thüringen 1920, dezentrale Ausstellung in Thüringen 2020
- Die Thüringer Landesgründung 1920, Wanderausstellung 2020–2022
- Schaukasten. Die Republik vor 100 Jahren, Dauerausstellung in Weimar/Theaterplatz und Jena/Marktplatz seit 2019[4]
- mit Manuel Schwarz: Thüringen 1919. Zwischen Revolution und Landesgründung, Wanderausstellung 2019–2021
- mit Monika Gibas u. a.: „Arisierung“ in Thüringen, Wanderausstellung 2006